# 職業一覧
職業一覧（しょくぎょういちらん）では、職業を一覧する。

## 凡例および備考事項
濁音・半濁音および長音は無視し、拗音・促音は直音に変換（ゃ→や、っ→つ）した読みを用いて、さらに同音がある場合には清音→濁音→半濁音の順序で、五十音順あるいはABC順に配列してある。なお、上記の基準で読むと同音異義語となる場合は、総画数の小さい順に配列してある（読みの例：映画プロデューサー→えいかふろてゆさ）。
「*」印の記事はリダイレクト等により、その内容を内含する記事へリンクしている。
なお、世界の職業の種類は細かく分類すると数万種類以上あると言われることもある。日本国内の職種に限っても「1万7000種類以上」とも言われている。
| 目次   | 目次 | 目次 | 目次 | 目次 | 目次 | 目次 | 目次 | 目次 | 目次 | 目次 |    |
| ------ | ---- | ---- | ---- | ---- | ---- | ---- | ---- | ---- | ---- | ---- | -- |
| 英数字 | わ   | ら   | や   | ま   | は   |      | な   | た   | さ   | か   | あ |
| 英数字 |      | り   |      | み   | ひ   |      | に   | ち   | し   | き   | い |
| 英数字 |      | る   | ゆ   | む   | ふ   |      | ぬ   | つ   | す   | く   | う |
| 英数字 |      | れ   |      | め   | へ   |      | ね   | て   | せ   | け   | え |
| 英数字 |      | ろ   | よ   | も   | ほ   |      | の   | と   | そ   | こ   | お |

## ア行

### あ
アイドル - アーキビスト - アクチュアリー - アシスタントディレクター - アスレティックトレーナー - アーティスト  - アートディレクター - アナウンサー - アニメーター - 海人 - アメリカンフットボール選手* - アレンジャー - あん摩マッサージ指圧師

### い
医師 - 石工 - イタコ - 板前 - 鋳物工 - イラストレーター - 医療監視員 - 医療事務員* - 医療従事者 - 医療保険事務 - インストラクター - インダストリアルデザイナー - インタープリター (自然) - インテリアコーディネーター* - インテリアデザイナー

### う
ウェディングプランナー - ウェブデザイナー - 鵜飼い - 浮世絵師* - 宇宙飛行士 - 占い師* - 運転士 - 運転手 - 運転代行

### え
映画監督 - 映画スタッフ - 映画俳優* - 映画プロデューサー - 営業員* - 衛視 - 衛生検査技師 - 映像作家 - 栄養教諭 - 栄養士 - 駅員 - 駅長 - エクステリアデザイナー - エグゼクティブ・プロデューサー - 絵師 - エステティシャン* - エディトリアルデザイナー - 絵本作家 - 演歌歌手 - 園芸家 - エンジニア* - 演出家 - 演奏家*

### お
オートレース選手 - オプトメトリスト  - お笑い芸人* - お笑いタレント - 音楽家 - 音楽評論家 - 音楽プロデューサー - 音楽療法士* - 音響監督 - 音響技術者

## カ行

### か
海技従事者 - 会計士 - 外交官 - 外航客船パーサー - 介護ヘルパー* - 海事代理士 - 会社員* - 海上自衛官 - 海上保安官 - 会長 - 介助犬訓練士  - カイロプラクター - カウンセラー* - 画家 - 学芸員 - 科学者 - 学者 - 学生 - 学長* - 格闘家* - 菓子製造技能士 - 歌手 - 歌人 - カスタマエンジニア - 楽器製作者* - 学校事務職員 - 学校職員 - 学校用務員 - 活動弁士 - 家庭教師 - カーデザイナー - 歌舞伎役者* - カメラマン - カラーコーディネーター - カラーセラピスト* - 為替ディーラー - 環境デザイナー - 環境計量士 - 環境コンサルタント - 観光コンサルタント - 看護師 - 看護助手 - 鑑定人 - 監督 - 官房長官* - 管理栄養士 - 官僚

### き
議員 - 機関士* - 戯曲家* - 起業家 - 樵 - 棋士 (囲碁) - 棋士 (将棋) - 記者 - 騎手 - 技術コンサルタント - 技術者 - 気象予報士 - 機長 - キックボクサー - 着付師 - 客室乗務員 - 脚本家 - キャビンアテンダント* - キャラクターデザイナー* - キャリア (国家公務員) - キャリア・コンサルタント - 救急救命士 - 救急隊員* - きゅう師 - 給仕人* - 厩務員 - キュレーター - 教育関係職員 - 教員 - 行政官 - 行政書士 - 競艇選手 - 教頭 - 教諭 - 銀行員*

### く
空間情報コンサルタント - 空間デザイナー* - グラウンドキーパー - グラフィックデザイナー - グランドスタッフ - グランドホステス - クリエイティブ・ディレクター - クリーニング師 - クレーン運転士 - 軍事評論家 - 軍人*

### け
ケアワーカー（介護士） - 経営コンサルタント - 経営者 - 芸妓 - 経済評論家 - 警察官 - 芸術家 - 芸人 - 芸能人 - 芸能リポーター - 警備員 - 刑務官 - 警務官 - 計量士 - 競輪選手 - 劇作家 - ケースワーカー* - ゲームクリエイター - ゲームシナリオライター - ゲームデザイナー - ゲームライター - 検疫官 - 研究員 - 言語聴覚士 - 検察官 - 検察事務官 - 建設コンサルタント - 現像技師 - 建築家 - 建築コンサルタント - 建築士

### こ
校閲者* -航海士* - 公共政策コンサルタント - 工業デザイナー* - 航空管制官 - 航空機関士 - 皇宮護衛官 - 航空自衛官 - 航空従事者 - 航空整備士 - 工芸家 - 講師 (教育) - 工場長 - 交渉人 - 講談師* - 校長 - 交通指導員 - 高等学校教員 - 公認会計士 - 公務員 - 校務員 - 港湾荷役作業員* - 国際公務員 - 国連職員* - 国税専門官 - 国務大臣 - ゴーストライター - 国会議員 - 国会議員政策担当秘書 - 国会職員 - 国家公務員 - コック*  -コ・デンタル - コピーライター - コミッショナー - コメディアン - コ・メディカル - コラムニスト - 顧問 - コンサルタント - コンシェルジュ - コンセプター  - コンピュータ技術者

## サ行

### さ
再開発プランナー・再開発コンサルタント - 裁判官 - 裁判所職員 - 裁判所調査官 - サウンドクリエイター* - 左官 - 作業療法士 - 作詞家 - 撮影監督 - 撮影技師 - 作家 - サッカー選手* - 作曲家 - 茶道家* - サラリーマン - 参議院議員*

### し
指圧師*  - 自衛官 - シェフ* - 歯科医師 - 司会者* - 歯科衛生士 - 歯科技工士 - 歯科助手 - 士官 - 指揮者 - 司書 - 司書教諭 - 詩人 - システムアドミニストレータ - システムエンジニア - 自然保護官 - 質屋 - 市町村長 - 実業家 - 自動車整備士 - 児童文学作家* - シナリオライター - 視能訓練士 - 司法書士 - 事務員 - 社会福祉士 - 社会保険労務士 - 車掌 - 写真家 - 写真ディレクター - 社長 - ジャーナリスト - 写譜屋 - 獣医師 - 衆議院議員* - 臭気判定士 - 柔道整復師 - 守衛 - ジュエリーデザイナー* - 塾講師* - 手話通訳士 - 准看護師 - 准教授 - 小学校教員 - 上下水道コンサルタント - 証券アナリスト - 将校 - 小説家 - 消防官* - 照明技師 - 照明技術者 - 照明士 - 照明デザイナー - 書家 - 助教 - 助教授* - 職人 - ショコラティエ - 助手 (教育) - 初生雛鑑別師 - 書道家* - 助産師 - シンガーソングライター - 神職 - 審判員 - 新聞記者* - 新聞配達員* - 心理カウンセラー* - 診療放射線技師 - 心理療法士* - 森林コンサルタント - 樹医

### す
随筆家 - 推理作家 - スカウト (勧誘) - スクールカウンセラー - 寿司職人* - スタイリスト - スタジオ・ミュージシャン - スタント・パーソン - スタントマン* - スチュワーデス* - スチュワード - ストリートミュージシャン - スパイ - スーパーバイザー - スポーツ選手* - スポーツドクター*
- 摺師

### せ
製菓衛生師 - 声楽家* - 税関職員 - 政治家 - 聖職者 - 整体師* - 青年海外協力隊員* - 整備士 - 声優 - 税理士 - セックスワーカー - ゼネラルマネージャー - セラピスト* - 船員 - 選挙屋 - 船長 - 戦場カメラマン - 染織家 - 潜水士

### そ
造園家/造園コンサルタント - 葬儀屋* - 造形作家 - 相場師 - 操縦士 - 装丁家* - 僧侶 - 測量士・測量技師 - ソーシャルワーカー - 速記士* - ソムリエ - ソムリエール* - 村議会議員*

## タ行

### た
大学教員 - 大学教授  - 大学職員 - 大工 - 大臣 - 大道芸人* - 大統領 - ダイバー - 殺陣師* - 旅芸人 - タレント - ダンサー - 探偵

### ち
チェリスト - 知事 - 地質コンサルタント - チーフプロデューサー - 地方議会議員* - 地方公務員 - 中学校教員 - 中小企業診断士* - 調教師 - 調香師 - 彫刻家 - 聴導犬訓練士 - 著作家

### つ
ツアーコンダクター* - 通関士 - 通信士 - 通訳 - 通訳案内士

### て
ディスクジョッキー - ディスパッチャー - ディーラー - ディレクター - テクニカルディレクター (スポーツ) - テクニカルディレクター (テレビ) - テクノクラート - デザイナー - デザインプロデューサー - テニス選手* - テレビディレクター* - テレビプロデューサー - 電気工事士 - 電車運転士* - 添乗員 - 電話交換手*

### と
陶芸家 - 投資家 - 杜氏 - 動物看護師 - 動物管理官 - 時計師 - 登山家 - 都市計画コンサルタント* - 図書館司書* - 鳶職 - トラックメイカー - トリマー - ドリラー - トレジャーハンター - トレーナー

## ナ行

### な
内閣官房長官 - 内閣総理大臣 - 仲居 - ナニー* - ナレーター

### に
入国警備官 - 入国審査官 - ニュースキャスター - 庭師

### ぬ
塗師

### ね
ネイリスト - ネイルアーティスト - ネットワークエンジニア

### の
農家 - 能楽師 - 納棺師 - 農業土木コンサルタント - ノンフィクション作家

## ハ行

### は
配管工 - 俳人* - バイヤー - 俳優 - パイロット - バスガイド - バスケットボール選手* - パタンナー - 発明家 - パティシエ - バーテンダー - 噺家* - 花火師* - 花屋 - はり師 - バリスタ (コーヒー) - バルーンアーティスト* - パン屋*

### ひ
ピアノ調律師 - 美術 (職業) - 美術家 - 美術商 - 秘書 - 筆跡鑑定人 - ビデオジョッキー - ビューロクラート* - 美容師 - 評論家 - ビル管理技術者*

### ふ
ファイナンシャル・プランナー - ファシリテーター - ファシリティマネジャー - ファッションデザイナー - ファッションフォトグラファー* - ファッションモデル - ファンタジー作家 - ファンドマネージャー
* - ファンドレイザー - 風俗嬢 - フェロー - 副校長 - 服飾デザイナー* - 副操縦士 - 腹話術師* - 舞台演出家* - 舞台監督 - 舞台俳優* - 舞台美術家 - 舞踏家 - 武道家* - 不動産鑑定士 - 不動産屋* - フードコーディネーター - 舞踊家* - フライトアテンダント* - フラワーデザイナー - プラントハンター - ブリーダー - 振付師 - フリーライター* - プログラマ - プロゴルファー - プロジェクトマネージャ - プロデューサー - プロブロガー - プロボウラー* - プロボクサー - プロ野球選手 - プロレスラー - 文芸評論家* - 文筆家* - フライス盤工　

### へ
ヘアメイクアーティスト - ペスト・コントロール・オペレーター - ベビーシッター - 編曲家 - 弁護士 - 編集者 - 弁理士

### ほ
保安官 - 保育士 - 冒険家* - 放射線技師* - 宝飾デザイナー - 放送作家 - 法務教官 - 訪問介護員 - 牧師 - 保険計理人 - 保健師 - 保護観察官 - 補償コンサルタント - ホステス - ホスト - ボディーガード - ホームヘルパー* - ホラー作家* - 彫師 - 翻訳家*

## マ行

### ま
舞妓 - マジシャン (奇術) - マーシャラー - マスタリング・エンジニア - マタギ - マッサージ師* - マニピュレーター - マルチタレント - 漫画家 - 漫画原作者 - 漫才師* - 漫談家*

### み
ミキサー - 巫女 - 水先案内人* - 水先人 - 宮大工 - ミュージシャン*

### む
無線通信士

### め
メイクアップアーティスト - メイド - メジャーリーガー*

### も
盲導犬訓練士 - モデラー (模型) - モデル (職業)

## ヤ行

### や
薬剤師 - 役者* - 野菜ソムリエ*

### ゆ
郵便配達* - YouTuber*

### よ
洋菓子職人* - 養護教諭 - 洋裁師* - 養蚕家* - 幼稚園教員 - 養蜂家*

## ラ行

### ら
ライトノベル作家* - ライフセービング - 落語家 - 酪農家* - ラグビー選手* - ラジオパーソナリティ - ランドスケープアーキテクト（ランドスケーププランナー・ランドスケープデザイナー）ランドスケープコンサルタント

### り
理学療法士 - 力士 - 陸上自衛官 - リポーター - 猟師* - 漁師 - 理容師 - 料理研究家 - 料理人* - 旅行作家 - 林業従事者* - 臨床検査技師 - 臨床工学技士 - 臨床心理士

### る
ルポライター*

### れ
レコーディング・エンジニア - レーサー - レーシングドライバー* - レスキュー隊員* - レポーター* - レンジャー

### ろ
労働基準監督官 - 録音技師

## ワ行

### わ
和菓子職人* - 和裁士* - 和紙職人*

## 英数字
A&R - AV監督 - AV女優 - AV男優 - CMディレクター - DJ* - ITコーディネータ -  MR* - PAエンジニア - SF作家 - SP*

## 関連図書
- 村上龍『13歳のハローワーク』、幻冬舎　2003年。ISBN 4344004299
（職業教育の入門書。514種の職業を紹介している。）